# Зерка Туман Морено
Зерка Туман Морено (енгл. Zerka Toeman Moreno; Амстердам, 13. јун 1917 — Роквил, 19. септембар 2016) била је амерички психотерапеут суоснивач психодраме. Била је најближа колегиница и супруга Џејкоба Левија Морена.

## Биографија
Рођена је у Амстердаму 13. јуна 1917. Њени бака и деда по оцу су били трговци житом који су, као и многе друге јеврејске породице тог времена, напустили Варшаву да би отишли у Енглеску када је њен отац Џозеф Туман био мали. Њена мајка, Розалија Гутвирт из источне Европе, је морала да се пресели са породицом у Холандију где је Зерка као најмлађе од четворо деце живела први део свог живота. Њена браћа и сестре су биле Сабине, Рудолф и Чарлс. Године 1931. када је имала четрнаест година њени родитељи су се преселили у Лондон да би се поново спојили са остатком породице њеног оца. Тамо је завршила средњу школу и касније је студирала уметност и модни дизајн. Године 1939. је први пут прешла Атлантски океан да би са породичним пријатељима отишла у Сједињене Америчке Државе. Године 1941. је одвела своју старију сестру из Белгије у Њујорк како би наставила њено лечење менталне болести. Морено је била један од суоснивача Међународног удружења за групну психотерапију. Њен допринос на пољу групне психотерапије и психодраме је почео одмах по сусрету са Џејкобом Левијом Мореном. У року од годину дана након њиховог састанка су основали Социометријски институт у Њујорку, као и Психодрамски институт 1942. године. Почели су да издају часопис Group Psychotherapy 1947. објављујући обим истраживања који документује њихову примену и усавршавање у друштвеним наукама психодраме и социометрије. Била је Моренов партнер и кокреатор више од тридесет година до његове смрти 1974. Наставила је да проучава психодрамску теорију и методу више од тридесет година од његове смрти и обучавала је психодраматичаре широм света. Препозната је као лидер у даљем остваривању Морене визије у увођењу ове методе у животе заједница широм света. Живела је 2000-их у Шарлотсвилу. Преминула је у Роквилу 19. септембра 2016.